# 策勒镇
策勒镇，是中华人民共和国新疆维吾尔自治区和田地區策勒县下辖的一个乡镇级行政单位。

## 行政区划
策勒镇下辖以下地区：
色日克社区、买迪尼页提社区、加麦社区、玛合玛勒社区、吐扎克其村、萨依吾斯塘村、恰合玛村、安艾日克村、吾吉达库勒村、亚博依村、科克买提村、巴什科克买提村、墩艾日克村和托格拉喀里村。